# Điền kinh tại Đại hội Thể thao Đông Nam Á 2001
Điền kinh tại Đại hội Thể thao Đông Nam Á năm 2001 được tổ chức từ ngày 12 đến ngày 15 tháng 9 năm 2001 tại Sân vận động Quốc gia Bukit Jalil, Kuala Lumpur, Malaysia. Tổng cộng có 46 nội dung thi đấu, bao gồm 24 nội dung dành cho nam và 22 nội dung dành cho nữ. Các nội dung điền kinh sân bãi diễn ra tại Sân vận động Quốc gia Bukit Jalil, nội dung marathon được tổ chức quanh Quảng trường Độc lập (Merdeka Square), còn nội dung đi bộ được tổ chức tại Công viên Hồ Titiwangsa.
Trong số 10 quốc gia tham dự, có 7 quốc gia giành được huy chương. Thái Lan, vốn là cường quốc truyền thống trong khu vực về điền kinh, tiếp tục thể hiện sức mạnh khi giành 22 huy chương vàng và 41 huy chương tổng cộng, đứng đầu bảng tổng sắp. Philippines và Malaysia cùng giành được 8 huy chương vàng, nhưng Philippines xếp nhì chung cuộc nhờ có 23 huy chương (nhiều hơn nước chủ nhà một chiếc). Indonesia và Việt Nam lần lượt giành được 22 và 17 huy chương.
Ba nội dung mới dành cho nữ lần đầu tiên được đưa vào chương trình thi đấu ở kỳ SEA Games lần thứ 21 này là: nhảy sào, ném búa và đi bộ 20 km. Bên cạnh đó, có 8 kỷ lục đại hội được phá và 29 kỷ lục quốc gia được thiết lập.Nhiều nhà vô địch từ SEA Games 1999 tiếp tục bảo vệ thành công danh hiệu của mình: Arumugam Munusamy (1500m nam) và Supriati Sutono (5000m nữ) đều giành chức vô địch lần thứ ba liên tiếp; Juthaporn Krasaeyan tiếp tục thống trị ở hai nội dung đẩy tạ và ném đĩa nữ trong ba kỳ SEA Games liên tiếp; Loo Kum Zee giành HCV nhảy cao nam lần thứ tư; James Wong Tuck Yim có danh hiệu thứ năm ở nội dung ném đĩa nam; còn Nur Herman Majid kéo dài chuỗi chiến thắng ở 110m rào nam lên con số sáu.
Thái Lan áp đảo tuyệt đối ở các nội dung tiếp sức, và có nhiều vận động viên giành nhiều huy chương vàng cá nhân. Reanchai Sriharwong và Supavadee Khawpeag cùng giành cú đúp 100m – 200m ở nội dung nam và nữ, trong đó Khawpeag đồng thời phá kỷ lục quốc gia Thái Lan. Wassana Winatho giành HCV ở cả 400m và 400m rào nữ, còn Nattaporn Nomkanha xuất sắc về nhất ở cả nhảy xa và nhảy ba bước nam.
Ngoài Thái Lan, còn có ba vận động viên từ các quốc gia khác giành cú đúp cá nhân. Eduardo Buenavista (Philippines) vô địch 5000m và 3000m vượt chướng ngại vật, phá sâu kỷ lục SEA Games ở nội dung sau với khoảng cách tới 15 giây. Phạm Đình Khánh Đoan (Việt Nam) giành cú đúp cự ly trung bình nữ, trong khi Supriati Sutono (Indonesia) tiếp tục thiết lập chuẩn mực mới ở nội dung 5000m và 10.000m nữ, đồng thời phá kỷ lục đại hội ở cả hai nội dung này.

## Tóm tắt kết quả

### Nam
| Nội dung                    | Vàng                                                                                            | Vàng       | Bạc                                                                                    | Bạc        | Đồng                                                                         | Đồng       |
| --------------------------- | ----------------------------------------------------------------------------------------------- | ---------- | -------------------------------------------------------------------------------------- | ---------- | ---------------------------------------------------------------------------- | ---------- |
| 100 m (Gio: -0.5 m/s)       | Reanchai Sriharwong · Thái Lan (THA)                                                            | 10.29      | U. K. Shyam · Singapore (SIN)                                                          | 10.37 =NR  | Kongdech Natenee · Thái Lan (THA)                                            | 10.45      |
| 200 m                       | Reanchai Sriharwong · Thái Lan (THA)                                                            | 20.95      | Azmi Ibrahim · Malaysia (MAS)                                                          | 20.97      | Raman Ganeshwaran · Malaysia (MAS)                                           | 21.35      |
| 400 m                       | Ernie Candelario · Philippines (PHI)                                                            | 46.59      | Narong Nilploy · Thái Lan (THA)                                                        | 46.72      | Romzi Bakar · Malaysia (MAS)                                                 | 46.94      |
| 800 m                       | John Lozada · Philippines (PHI)                                                                 | 1:49.39    | Dicky Gunawan · Indonesia (INA)                                                        | 1:50.67    | Suthirak Pinthong · Thái Lan (THA)                                           | 1:51.81    |
| 1500 metres                 | Arumugam Munusamy · Malaysia (MAS)                                                              | 3:50.53    | John Lozada · Philippines (PHI)                                                        | 3:51.44    | Nguyễn Văn Minh · Việt Nam (VIE)                                             | 3:51.76 NR |
| 5000 m                      | Eduardo Buenavista · Philippines (PHI)                                                          | 14:15.13   | I Gede Karang Asem · Indonesia (INA)                                                   | 14:43.31   | Boonchu Chandecha · Thái Lan (THA)                                           | 14:43.96   |
| 10,000 m                    | Aung Thuya · Myanmar (MYA)                                                                      | 30:51.41   | I Gede Karang Asem · Indonesia (INA)                                                   | 30:57.23   | Gopal Thein Win · Myanmar (MYA)                                              | 30:58.01   |
|                             |                                                                                                 |            |                                                                                        |            |                                                                              |            |
| 110 m vượt rào              | Nur Herman Majid · Malaysia (MAS)                                                               | 14.02 GR   | Narongdech Janjai · Thái Lan (THA)                                                     | 14.22      | Mohd Faiz Mohamed · Malaysia (MAS)                                           | 14.28      |
| 400 m vượt rào              | Jirachai Linglom · Thái Lan (THA)                                                               | 50.63      | Nguyễn Bảo Huy · Việt Nam (VIE)                                                        | 51.56 NR   | Virut Sarat · Thái Lan (THA)                                                 | 52.04      |
| 3000 m vượt chướng ngại vật | Eduardo Buenavista · Philippines (PHI)                                                          | 8:40.77 GR | Daud Mama · Philippines (PHI)                                                          | 9:02.89    | Jirasak Sutthichart · Thái Lan (THA)                                         | 9:09.51    |
|                             |                                                                                                 |            |                                                                                        |            |                                                                              |            |
| 4 × 100 m tiếp sức          | Thái Lan (THA) · Kongdech Natenee · Vissanu Sophanich · Ekkachai Janthana · Reanchai Sriharwong | 39.66      | Malaysia (MAS) · Mohd Faiz Mohamed · Raman Ganeshwaran · Azmi Ibrahim · Watson Nyambek | 39.83 NR   | Indonesia (INA)                                                              | 40.49      |
| 4 × 400 m tiếp sức          | Thái Lan (THA) · Jirachai Linglom · Senee Kongtong · Chalermpol Noohlong · Narong Nilploy       | 3:07.81    | Philippines (PHI)                                                                      | 3:09.01    | Malaysia (MAS) · Moorthy · Muhamad Zaiful Zainal Abidin · Adam · Romzi Bakar | 3:09.83    |
|                             |                                                                                                 |            |                                                                                        |            |                                                                              |            |
| Marathon                    | Roy Vence · Philippines (PHI)                                                                   | 2:23:51    | Allan Ballester · Philippines (PHI)                                                    | 2:24:38    | Osias Kamlase · Indonesia (INA)                                              | 2:33:03    |
| 20 km đi bộ                 | Teoh Boon Lim · Malaysia (MAS)                                                                  | 1:32:46    | Kristian Lumban Tobing · Indonesia (INA)                                               | 1:33:46    | Balaysendaran Thirukumaran · Malaysia (MAS)                                  | 1:34:30    |
| 50 km đi bộ                 | Govindasamy Saravanan · Malaysia (MAS)                                                          | 4:34:04    | Sutrisno · Indonesia (INA)                                                             | 4:35:26    | Sakchai Samuthkao · Thái Lan (THA)                                           | 4:51:33    |
|                             |                                                                                                 |            |                                                                                        |            |                                                                              |            |
| Nhảy cao                    | Loo Kum Zee · Malaysia (MAS)                                                                    | 2.18 m     | Sean Guevara · Philippines (PHI)                                                       | 2.13 m     | Nguyễn Duy Bằng · Việt Nam (VIE)                                             | 2.11 m NR  |
| Nhảy sào                    | Teh Weng Chang · Malaysia (MAS)                                                                 | 4.90 m =NR | Somchet Karnkha · Thái Lan (THA)                                                       | 4.80 m     | Nunung Jayadi · Indonesia (INA)                                              | 4.80 m     |
| Nhảy xa                     | Nattaporn Nomkanha · Thái Lan (THA)                                                             | 7.73 m     | Joebert Delicano · Philippines (PHI)                                                   | 7.55 m     | Moh. Sharul Amri Suhaimi · Malaysia (MAS)                                    | 7.36 m     |
| Nhảy ba bước                | Nattaporn Nomkanha · Thái Lan (THA)                                                             | 16.37 m GR | Sugeng Jatmiko · Indonesia (INA)                                                       | 15.35 m    | Joebert Delicano · Philippines (PHI)                                         | 15.10 m    |
| Đẩy tạ                      | Chatchawal Polyemg · Thái Lan (THA)                                                             | 17.26 m GR | Dong Enxin · Singapore (SIN)                                                           | 17.08 m    | Wansawang Sawatdee · Thái Lan (THA)                                          | 16.51 m    |
| Ném đĩa                     | James Wong Tuck Yim · Singapore (SIN)                                                           | 56.98 m    | Wansawang Sawatdee · Thái Lan (THA)                                                    | 51.19 m NR | Dong Enxin · Singapore (SIN)                                                 | 48.06 m    |
| Ném búa                     | Wong Tee Kue · Malaysia (MAS)                                                                   | 57.07 m    | Ong Kok Hin · Indonesia (INA)                                                          | 52.90 m    | Arniel Ferrera · Philippines (PHI)                                           | 51.07 m    |
| Ném lao                     | Therdsak Boonchansri · Thái Lan (THA)                                                           | 72.89 m NR | Dandy Gallenero · Philippines (PHI)                                                    | 67.14 m    | Kyaw Swar Mue · Myanmar (MYA)                                                | 64.48 m    |
|                             |                                                                                                 |            |                                                                                        |            |                                                                              |            |
| 10 môn phối hợp             | Fidel Gallenero · Philippines (PHI)                                                             | 6958 pts   | Boonyaket Chalon · Thái Lan (THA)                                                      | 6332 pts   | Roberto Fresnido · Philippines (PHI)                                         | 4947 pts   |

### Nữ
| Nội dung                       | Vàng                                                                                          | Vàng           | Bạc                                     | Bạc         | Đồng                                                        | Đồng        |
| ------------------------------ | --------------------------------------------------------------------------------------------- | -------------- | --------------------------------------- | ----------- | ----------------------------------------------------------- | ----------- |
| 100 m (Gió: +0.8 m/s)          | Supavadee Khawpeag · Thái Lan (THA)                                                           | 11.33 NR       | Oranut Klomdee · Thái Lan (THA)         | 11.69       | Lerma Bulauitan · Philippines (PHI)                         | 11.74       |
| 200 m                          | Supavadee Khawpeag · Thái Lan (THA)                                                           | 23.30 NR, GR   | Irene Truitje Joseph · Indonesia (INA)  | 24.21       | Võ Thị Ngọc Hạnh · Việt Nam (VIE)                           | 24.70       |
| 400 m                          | Wassana Winatho · Thái Lan (THA)                                                              | 53.46          | Saipin Kaewsorn · Thái Lan (THA)        | 54.91       | Dương Thị Hồng Hạnh · Việt Nam (VIE)                        | 55.54       |
| 800 m                          | Phạm Đình Khánh Đoan · Việt Nam (VIE)                                                         | 2:10.02        | Ester Sumah · Indonesia (INA)           | 2:11.82     | Armonrat Buatharach · Thái Lan (THA)                        | 2:12.39     |
| 1500 m                         | Phạm Đình Khánh Đoan · Việt Nam (VIE)                                                         | 4:21.87 NR     | Supriyati Sutono · Indonesia (INA)      | 4:25.44     | Phyu War Thet · Myanmar (MYA)                               | 4:26.64     |
| 5000 m                         | Supriyati Sutono · Indonesia (INA)                                                            | 16:08.93 GR    | Pa Pa · Myanmar (MYA)                   | 16:09.10 NR | Đoàn Nữ Trúc Vân · Việt Nam (VIE)                           | 16:40.71 NR |
| 10,000 m                       | Supriyati Sutono · Indonesia (INA)                                                            | 33:50.06 GR    | Pa Pa · Myanmar (MYA)                   | 34:04.07    | Đoàn Nữ Trúc Vân · Việt Nam (VIE)                           | 35:21.16 NR |
|                                |                                                                                               |                |                                         |             |                                                             |             |
| 100 m vượt rào (Gió: +0.0 m/s) | Trecia Roberts · Thái Lan (THA)                                                               | 13.21          | Moh Siew Wei · Malaysia (MAS)           | 13.43 NR    | Vũ Bích Hường · Việt Nam (VIE)                              | 13.47       |
| 400 m vượt rào                 | Wassana Winatho · Thái Lan (THA)                                                              | 57.09          | Noraseela Mohd Khalid · Malaysia (MAS)  | 58.93       | Cherry · Myanmar (MYA)                                      | 59.38 NR    |
|                                |                                                                                               |                |                                         |             |                                                             |             |
| 4 × 100 m tiếp sức             | Thái Lan (THA) · Jutamass Tawoncharoen · Supavadee Khawpeag · Oranut Klomdee · Trecia Roberts | 44.58          | Việt Nam (VIE)                          | 45.30 NR    | Malaysia (MAS) · Job · Moh Siew Wei · Abdul Rahman · Alfred | 45.90       |
| 4 × 400 m tiếp sức             | Thái Lan (THA) · Oranut Klomdee · Wassana Winatho · Saipin Kaewsorn · Supavadee Khawpeag      | 3:38.70        | Việt Nam (VIE)                          | 3:42.40     | Malaysia (MAS)                                              | 3:45.48     |
|                                |                                                                                               |                |                                         |             |                                                             |             |
| Marathon                       | Cristabel Martes · Philippines (PHI)                                                          | 2:52:43        | Pa Pa · Myanmar (MYA)                   | 2:55:51     | Erni Ulatningsih · Indonesia (INA)                          | 2:57:10     |
| 20 km đi bộ                    | Yuan Yufang · Malaysia (MAS)                                                                  | 1:42:55 GR     | Tersiana Riwu Rohi · Indonesia (INA)    | 1:45:40 NR  | Darwati · Indonesia (INA)                                   | 1:47:03     |
|                                |                                                                                               |                |                                         |             |                                                             |             |
| Nhảy cao                       | Netnapa Thaiking · Thái Lan (THA)                                                             | 1.80 m         | Narcisa Atienza · Philippines (PHI)     | 1.74 m NR   | Noengrothai Chaipetch · Thái Lan (THA)                      | 1.74 m      |
| Nhảy sào                       | Ni Putu Desi Margawati · Indonesia (INA)                                                      | 3.90 m GR      | Roslinda Samsu · Malaysia (MAS)         | 3.80 m      | Nampetch Pinthong · Thái Lan (THA)                          | 3.70 m NR   |
| Nhảy xa                        | Phạm Thị Thu Lan · Việt Nam (VIE)                                                             | 6.46 m         | Lerma Bulauitan · Philippines (PHI)     | 6.43 m      | Nguyễn Thị Bích Vân · Việt Nam (VIE)                        | 6.37 m      |
| Nhảy ba bước                   | Wacharee Ritthiwat · Thái Lan (THA)                                                           | 13.46 m        | Phạm Thị Thu Lan · Việt Nam (VIE)       | 13.09 m     | Nguyễn Thị Bích Vân · Việt Nam (VIE)                        | 13.03 m     |
| Đẩy tạ                         | Juthaporn Krasaeyan · Thái Lan (THA)                                                          | 17.24 m        | Kruawan Taweedech · Thái Lan (THA)      | 13.90 m     | Aye Mon Khin · Myanmar (MYA)                                | 13.17 m     |
| Ném đĩa                        | Juthaporn Krasaeyan · Thái Lan (THA)                                                          | 48.08 m        | Darminah · Indonesia (INA)              | 46.00 m     | Dwi Ratnawati · Indonesia (INA)                             | 45.68 m     |
| Ném búa                        | Benchamas Ounkaew · Thái Lan (THA)                                                            | 49.84 m NR, GR | Yurita Arianny Arsyad · Indonesia (INA) | 49.39 m     | Siti Shahidah Abdullah · Malaysia (MAS)                     | 47.75 m NR  |
| Ném lao                        | Buoban Pamang · Thái Lan (THA)                                                                | 54.80 m NR, GR | Geralyn Amandoron · Philippines (PHI)   | 49.85 m     | Chanthana Hongsa · Thái Lan (THA)                           | 48.15 m     |
|                                |                                                                                               |                |                                         |             |                                                             |             |
| 7 môn phối hợp                 | Elma Muros · Philippines (PHI)                                                                | 5059 pts       | Percela Molina · Philippines (PHI)      | 4687 pts    | Vũ Bích Hường · Việt Nam (VIE)                              | 4427 pts    |

## Kết quả chi tiết

### Nam

#### 100 m
Vòng 1
- Heat 1

Gio: -0.6 m/s
| Hạng | Vận động viên               | Thời gian | Ghi chú |
| ---- | --------------------------- | --------- | ------- |
| 1    | Kongdech Natenee (THA)      | 10.57     |         |
| 2    | Lương Tích Thiện (VIE)      | 10.65     |         |
| 3    | Sukari (INA)                | 10.67     |         |
| 4    | Watson Nyambek (MAS)        | 10.71     |         |
| 5    | Aaron Huang Bing Kai (SIN)  | 10.87     |         |
| 6    | Somphavanh Soukaloune (LAO) | 11.31     |         |

- Heat 2

Gió: -0.4 m/s
| Hạng | Vận động viên                | Thời gian | Ghi chú |
| ---- | ---------------------------- | --------- | ------- |
| 1    | Reanchai Sriharwong (THA)    | 10.34     |         |
| 2    | Jerme Amandoron (SIN)        | 10.51     |         |
| 3    | Hamberi Mahat (MAS)          | 10.77     |         |
| 4    | Erwin Heru Susanto (INA)     | 10.79     |         |
| 5    | Trần Văn Xuân (VIE)          | 10.80     |         |
| 6    | Mohd Arman Hj Sanip (MAS)    | 10.81     |         |
| 7    | Boungnasit Chantachack (LAO) | 11.60     |         |

Chung kết
Gió: -0.5 m/s
| Hạng | Vận động viên             | Thời gian | Ghi chú |
| ---- | ------------------------- | --------- | ------- |
| 1    | Reanchai Sriharwong (THA) | 10.29     |         |
| 2    | Umaglia K.Shyam (SIN)     | 10.37     | =NR     |
| 3    | Kongdech Natenee (THA)    | 10.45     |         |
| 4    | Lương Tích Thiện (VIE)    | 10.69     |         |
| 5    | Watson Nyambek (MAS)      | 10.70     |         |
| 6    | Erwin Heru Susanto (INA)  | 10.80     |         |
| 7    | Sukari (INA)              | 10.82     |         |
| —    | Hamberi Mahat (MAS)       | DNS       |         |

#### 200 m
Vòng 1
- Heat 1

Gió: -0.7 m/s
| Hạng | Vận động viên             | Thời gian | Ghi chú |
| ---- | ------------------------- | --------- | ------- |
| 1    | Azmi Ibrahim (MAS)        | 20.97     |         |
| 2    | Reanchai Sriharwong (THA) | 21.13     |         |
| 3    | S. Subakir (INA)          | 21.59     |         |
| 4    | Trịnh Đức Thành (VIE)     | 21.80     |         |
| 5    | Mohd Arman Hj Sanip (BRU) | 22.18     |         |
| 6    | Lo Vongsa (LAO)           | 22.90     |         |

- Heat 2

Gió: +0.8 m/s
| Hạng | Vận động viên           | Thời gian | Ghi chú |
| ---- | ----------------------- | --------- | ------- |
| 1    | Raman Ganeshwaran (MAS) | 21.38     |         |
| 2    | Ekkachai Janthana (THA) | 21.49     |         |
| 3    | Nguyễn Thanh Hải (VIE)  | 21.71     |         |
| 4    | Mohd Shameer Ayub (SIN) | 21.76     |         |
| 5    | Qurais (INA)            | 21.95     |         |

Chung kết
Gió: -0.5 m/s
| Hạng | Vận động viên             | Thời gian | Ghi chú |
| ---- | ------------------------- | --------- | ------- |
| 1    | Reanchai Sriharwong (THA) | 20.95     |         |
| 2    | Azmi Ibrahim (MAS)        | 20.97     |         |
| 3    | Raman Ganeshwaran (MAS)   | 21.35     |         |
| 4    | Nguyễn Thanh Hải (VIE)    | 21.70     | NR      |
| 5    | Ekkachai Janthana (THA)   | 21.70     |         |
| 6    | S. Subakir (INA)          | 21.90     |         |
| 7    | Trinh Duc Thanh (VIE)     | 22.05     |         |
| —    | Mohd Shameer Ayub (SIN)   | DSQ       |         |

#### 400 m
Chung kết
| Hạng | Vận động viên                   | Thời gian | Ghi chú |
| ---- | ------------------------------- | --------- | ------- |
| 1    | Ernie Candelario (PHI)          | 46.59     |         |
| 2    | Narong Nilploy (THA)            | 46.72     |         |
| 3    | Romzi Bakar (MAS)               | 46.94     |         |
| 4    | Onesimus Windesi (INA)          | 47.12     |         |
| 5    | Mohd Zaiful Zainal Abidin (MAS) | 47.67     |         |
| 6    | Ahmad Sakeh (INA)               | 47.98     |         |
| 7    | Nguyễn Đăng Trường (VIE)        | 48.75     | NR      |

#### 800 m
Vòng 1
- Heat 1

| Hạng | Vận động viên               | Thời gian | Ghi chú |
| ---- | --------------------------- | --------- | ------- |
| 1    | Akrin (INA)                 | 1:57.10   |         |
| 2    | Arumugam Munusamy (MAS)     | 1:57.47   |         |
| 3    | Chidanbaram Veeramani (SIN) | 1:57.33   |         |
| 4    | Aniruth Saisood (THA)       | 1:58.05   |         |
| 5    | Pich Kong (CAM)             | 2:01.96   |         |

- Heat 2

Gió: +0.8 m/s
| Hạng | Vận động viên           | Thời gian | Ghi chú |
| ---- | ----------------------- | --------- | ------- |
| 1    | John Lozada (PHI)       | 1:54.80   |         |
| 2    | Dicky Gunawan (INA)     | 1:54.87   |         |
| 3    | Trần Văn Sỹ (VIE)       | 1:54.95   |         |
| 4    | Suthirak Pinthong (SIN) | 1:54.98   |         |
| 5    | Lee Phongsanith (LAO)   | 2:01.66   |         |

Chung kết
| Hạng | Vận động viên               | Thời gian | Ghi chú |
| ---- | --------------------------- | --------- | ------- |
| 1    | John Lozada (PHI)           | 1:49.39   |         |
| 2    | Dicky Gunawan (INA)         | 1:50.67   |         |
| 3    | Suthirak Pinthong (THA)     | 1:51.81   |         |
| 4    | Trần Văn Sỹ (VIE)           | 1:51.93   |         |
| 5    | Chidanbaram Veeramani (SIN) | 1:52.99   |         |
| 6    | Akrin (INA)                 | 1:53.49   |         |
| —    | Aniruth Saisood (THA)       | DNF       |         |
| —    | Arumugam Munusamy (MAS)     | DNS       |         |

#### 1500 m
Chung kết
| Hạng | Vận động viên                 | Thời gian | Ghi chú |
| ---- | ----------------------------- | --------- | ------- |
| 1    | Arumugam Munusamy (MAS)       | 3:50.53   |         |
| 2    | John Lozada (PHI)             | 3:51.44   |         |
| 3    | Nguyễn Văn Minh (VIE)         | 3:51.76   | NR      |
| 4    | S.Pd. Emilmon (INA)           | 3:52.59   |         |
| 5    | Chamkaur Dhaliwal Singh (SIN) | 3:54.02   |         |
| 6    | Subramaniam Ganesan (MAS)     | 3:55.47   |         |
| 7    | Jimy Anak Ahar (BRU)          | 4:05.65   |         |
| 8    | Tipparos Waeha (THA)          | 4:07.32   |         |
| 9    | Lee Phongsanith (LAO)         | 4:14.90   |         |
| 10   | Chatonlonh (LAO)              | 4:20.17   |         |

#### 5000 m
Chung kết
| Hạng | Vận động viên                 | Thời gian | Ghi chú |
| ---- | ----------------------------- | --------- | ------- |
| 1    | Eduardo Buenavista (PHI)      | 14:15.13  |         |
| 2    | I Gede Karang Asem (INA)      | 14:43.31  |         |
| 3    | Boonchu Chandecha (THA)       | 14:43.96  |         |
| 4    | Gopal Thein Win (MYA)         | 14:45.06  |         |
| 5    | Aung Thuya (MYA)              | 14:49.58  |         |
| 6    | Daud Mama (PHI)               | 14:57.90  |         |
| 7    | Jirasak Sutthichart (THA)     | 15:16.23  |         |
| 8    | Chamkaur Dhaliwal Singh (SIN) | 15:24.42  |         |
| 9    | Pov Huk (CAM)                 | 17:05.60  |         |

#### 10,000 m
Chung kết
| Hạng | Vận động viên              | Thời gian | Ghi chú |
| ---- | -------------------------- | --------- | ------- |
| 1    | Aung Thuya (MYA)           | 30:51.41  |         |
| 2    | I Gede Karang Asem (INA)   | 30:57.23  |         |
| 3    | Gopal Thein Win (MYA)      | 30:58.01  |         |
| 4    | Boonchu Chandecha (THA)    | 31:00.96  |         |
| 5    | Sutat Kallayanakitti (THA) | 32:08.13  |         |
| 6    | Antonius Fallo (INA)       | 33:17.12  |         |
| 7    | Pov Huk (CAM)              | 39:11.22  |         |

#### 110 m vượt rào
Chung kết
Gió: 0.0 m/s
| Hạng | Vận động viên            | Thời gian | Ghi chú |
| ---- | ------------------------ | --------- | ------- |
| 1    | Nur Herman Majid (MAS)   | 14.02     |         |
| 2    | Narongdech Janjai (THA)  | 14.22     |         |
| 3    | Mohd Faiz Mohamed (MAS)  | 14.28     |         |
| 4    | Moh. Rusli (INA)         | 14.59     |         |
| 5    | Trần Quốc Hoàn (VIE)     | 14.94     |         |
| 6    | Suphan Wongsripart (THA) | 15.14     |         |
| 7    | Nguyễn Thanh Tùng (VIE)  | 15.72     |         |

#### 400 m vượt rào
Chung kết
| Hạng | Vận động viên          | Thời gian | Ghi chú |
| ---- | ---------------------- | --------- | ------- |
| 1    | Jirachai Linglom (THA) | 50.63     |         |
| 2    | Nguyễn Bảo Huy (VIE)   | 51.56     | NR      |
| 3    | Virut Sarat (THA)      | 52.04     |         |
| 4    | Zulkarnaen Purba (INA) | 52.76     |         |
| 5    | Nguyen Van Tang (VIE)  | 53.09     |         |
| 6    | Anuar Che Seman (MAS)  | 53.71     |         |
| 7    | Domingo Manata (VIE)   | 53.72     |         |

#### 3000 m vượt chướng ngại vật
Chung kết
| Hạng | Vận động viên             | Thời gian | Ghi chú |
| ---- | ------------------------- | --------- | ------- |
| 1    | Eduardo Buenavista (PHI)  | 8:40.77   |         |
| 2    | Daud Mama (PHI)           | 9:02.89   |         |
| 3    | Jirasak Sutthichart (THA) | 9:09.51   |         |
| 4    | Subramaniam Ganesan (MAS) | 9:18.38   |         |
| —    | Ganesan Elangovan (SIN)   | DNF       |         |

#### 4 × 100 m tiếp sức
Chung kết
| Hạng | Quốc gia        | Vận động viên                                                               | Thời gian | Ghi chú |
| ---- | --------------- | --------------------------------------------------------------------------- | --------- | ------- |
| 1    | Thái Lan (THA)  | Kongdech Natenee, Vissanu Sophanich, Ekkachai Janthana, Reanchai Sriharwong | 39.66     |         |
| 2    | Malaysia (MAS)  | Mohd Faiz Mohamed, Raman Ganeshwaran, Azmi Ibrahim, Watson Nyambek          | 39.83     | NR      |
| 3    | Indonesia (INA) | ?, ?                                                                        | 40.49     |         |
| 4    | Singapore (SIN) | ?, ?                                                                        | 40.64     |         |
| 5    | Việt Nam (VIE)  | ?, ?                                                                        | 41.02     |         |
| 6    | Lào (LAO)       | ?, ?                                                                        | 43.00     | =NR     |

#### 4 × 400 m tiếp sức
Final
| Hạng | Quốc gia          | Vận động viên                                                         | Thời gian | Ghi chú |
| ---- | ----------------- | --------------------------------------------------------------------- | --------- | ------- |
| 1    | Thái Lan (THA)    | Jirachai Linglom, Senee Kongtong, Chalermpol Noohlong, Narong Nilploy | 3:07.81   |         |
| 2    | Philippines (PHI) | ?, ?                                                                  | 3:09.01   |         |
| 3    | Malaysia (MAS)    | Moorthy, Muhamad Zaiful Zainal Abidin, Adam, Romzi Bakar              | 3:09.83   |         |
| 4    | Indonesia (INA)   | ?, ?                                                                  | 3:12.14   |         |
| 5    | Việt Nam (VIE)    | ?, ?                                                                  | 3:16.70   |         |
| 6    | Singapore (SIN)   | ?, ?                                                                  | 3:17.11   |         |

#### Marathon
Chung kết
| Hạng | Vận động viên         | Thời gian | Ghi chú |
| ---- | --------------------- | --------- | ------- |
| 1    | Roy Vence (PHI)       | 2:23:51   |         |
| 2    | Allan Ballester (PHI) | 2:24:38   |         |
| 3    | Osias Kamlase (INA)   | 2:33:03   |         |
| 4    | Rosli Bin Rumia (MAS) | 2:40:28   |         |
| —    | Antonius Fallo (INA)  | DNF       |         |
| —    | Zaw Min Htwe (MYA)    | DNF       |         |
| —    | Sifli Anak Ahar (BRU) | DNF       |         |

#### 20 km đi bộ
Chung kết
| Hạng | Vận động viên                    | Thời gian | Ghi chú |
| ---- | -------------------------------- | --------- | ------- |
| 1    | Teoh Boon Lim (MAS)              | 1:32:46   |         |
| 2    | Kristian L.Tobing (INA)          | 1:33:46   |         |
| 3    | Balaysendaran Thirukumaran (MAS) | 1:34:30   |         |
| 4    | Myint Htay (MYA)                 | 1:36:33   |         |
| 5    | Werapun Anunchai (THA)           | 1:44:47   |         |

#### 50 km đi bộ
Chung kết
| Hạng | Vận động viên                | Thời gian | Ghi chú |
| ---- | ---------------------------- | --------- | ------- |
| 1    | Govindasamy Saravanan (MAS)  | 4:34:04   |         |
| 2    | Sutrisno (INA)               | 4:35:26   |         |
| 3    | Sakchai Samuthkao (THA)      | 4:51:33   |         |
| —    | Narinder Harbans Singh (MAS) | DNF       |         |

#### Nhảy cao
Chung kết
| Hạng | Vận động viên         | Kết quả | Ghi chú |
| ---- | --------------------- | ------- | ------- |
| 1    | Loo Kum Zee (MAS)     | 2.18 m  |         |
| 2    | Sean Guevara (PHI)    | 2.13 m  |         |
| 3    | Nguyễn Duy Bằng (VIE) | 2.11 m  | NR      |
| 4    | Arya Yuniawan (INA)   | 2.01 m  |         |
| 5    | Jarad Maliwong (THA)  | 2.01 m  |         |

#### Nhảy sào
Chung kết
| Hạng | Vận động viên         | Kết quả | Ghi chú |
| ---- | --------------------- | ------- | ------- |
| 1    | Teh Weng Chang (MAS)  | 4.90 m  | =NR     |
| 2    | Somchet Karnkha (THA) | 4.80 m  |         |
| 3    | Nunung Jayadi (INA)   | 4.80 m  |         |
| 4    | Emerson Obiena (PHI)  | 4.70 m  |         |
| 5    | Yeap Lai Hin (MAS)    | 4.70 m  |         |

#### Nhảy xa
Chung kết
| Hạng | Vận động viên                  | Kết quả | Ghi chú |
| ---- | ------------------------------ | ------- | ------- |
| 1    | Nattaporn Nomkanha (THA)       | 7.73 m  |         |
| 2    | Joebert Delicano (PHI)         | 7.55 m  |         |
| 3    | Moh.Sharul Amri Suhaimi (MAS)  | 7.36 m  |         |
| 4    | Mohd Malik Ahmad Tobias (MAS)  | 7.22 m  |         |
| 5    | Windarji (INA)                 | 7.11 m  |         |
| 6    | Raphie Pilaspilas (PHI)        | 7.02 m  |         |
| 7    | Nguyễn Ngọc Quân (VIE)         | 7.01 m  |         |
| 8    | Myo Min Zin (MYA)              | 6.70 m  |         |
| 9    | Chaleuansouk Adoudomphon (LAO) | 6.36 m  |         |
| —    | Satid Kongpayak (THA)          | NM      |         |

#### Nhảy ba bước
Chung kết
| Hạng | Vận động viên              | Kết quả | Ghi chú |
| ---- | -------------------------- | ------- | ------- |
| 1    | Nattaporn Nomkanha (THA)   | 16.37 m |         |
| 2    | Sugeng Jatmiko (INA)       | 15.35 m |         |
| 3    | Joebert Delicano (PHI)     | 15.10 m |         |
| 4    | Chai Song Lip (MAS)        | 14.88 m |         |
| 5    | Mohd Zaki Sadri (MAS)      | 14.86 m |         |
| 6    | Myo Min Zin (MYA)          | 14.70 m |         |
| 7    | Henry Dagmil (PHI)         | 14.45 m |         |
| 8    | Thaveesri Boongruang (THA) | 14.43 m |         |
| 9    | Nguyễn Mai Linh (VIE)      | 13.35 m |         |

#### Đẩy tạ
Chung kết
| Hạng | Vận động viên            | Kết quả | Ghi chú |
| ---- | ------------------------ | ------- | ------- |
| 1    | Chatchawal Polyemg (THA) | 17.26 m |         |
| 2    | Dong Enxin (SIN)         | 17.08 m |         |
| 3    | Wansawang Sawatdee (THA) | 16.51 m |         |
| 4    | Đào Dân Tiến (VIE)       | 14.44 m |         |

#### Ném đĩa
Chung kết
| Hạng | Vận động viên             | Kết quả | Ghi chú |
| ---- | ------------------------- | ------- | ------- |
| 1    | James Wong Tuck Yim (SIN) | 56.98 m |         |
| 2    | Wansawang Sawatdee (THA)  | 51.19 m | NR      |
| 3    | Dong Enxin (SIN)          | 48.06 m |         |
| 4    | Đào Dân Tiến (VIE)        | 47.17 m |         |
| 5    | Chatchawal Polyemg (THA)  | 45.91 m |         |

#### Ném búa
Chung kết
| Hạng | Vận động viên            | Kết quả | Ghi chú |
| ---- | ------------------------ | ------- | ------- |
| 1    | Wong Tee Kue (MAS)       | 57.07 m |         |
| 2    | Ong Kok Hin (INA)        | 52.90 m |         |
| 3    | Arniel Ferrera (PHI)     | 51.07 m |         |
| 4    | Jerro Perater (PHI)      | 50.03 m |         |
| 5    | Dong Enxin (SIN)         | 48.99 m |         |
| 6    | Wichit Homthownlom (THA) | 42.85 m |         |

#### Ném lao
Chung kết
| Hạng | Vận động viên              | Kết quả | Ghi chú |
| ---- | -------------------------- | ------- | ------- |
| 1    | Therdsak Boonchansri (THA) | 72.89 m | NR      |
| 2    | Dandy Gallenero (PHI)      | 67.14 m |         |
| 3    | Kyaw Swar Mue (MYA)        | 64.48 m |         |
| 4    | Sanya Buathong (THA)       | 63.47 m |         |

#### 10 môn phối hợp
Tóm tắt kết quả
| Hạng | Vận động viên          | 100 m     | Nhảy xa   | Đẩy tạ     | Nhảy cao  | 400 m       | 110m vượt rào | Ném đĩa | Nhảy sào  | Ném lao    | 1500 m      | Tổng điểm | Ghi chú |
| ---- | ---------------------- | --------- | --------- | ---------- | --------- | ----------- | ------------- | ------- | --------- | ---------- | ----------- | --------- | ------- |
| 1    | Fidel Gallenero (PHI)  | 11.05 850 | 6.83m 774 | 11.80m 594 | 1.78m 610 | 49.50 838   | ??            | ??      | 4.40m 731 | 54.27m 652 | 4:53.74 596 | 6958      |         |
| 2    | Boonyaket Chalon (THA) | 11.39 776 | 6.60m 720 | 11.34m 566 | 1.69m 536 | 50.74 781   | ??            | ??      | 3.90m 590 | 56.05m 679 | 5:05.78 527 | 6332      |         |
| 3    | Roberto Fresnido (PHI) | 12.00 651 | 4.70m 326 | 12.04m 609 | 1.66m 512 | 1:00.93 382 | ??            | ??      | 3.20m 406 | 54.15m 650 | 5:08.46 512 | 4947      |         |

### Nữ

#### 100 m
Vòng 1
- Heat 1

Gió: -0.4 m/s
| Hạng | Vận động viên                | Thời gian | Ghi chú |
| ---- | ---------------------------- | --------- | ------- |
| 1    | Oranut Klomdee (THA)         | 11.77     |         |
| 2    | Irene Truitje Joseph (INA)   | 11.87     |         |
| 3    | Carol Lucia Alfred (MAS)     | 11.94     |         |
| 4    | Alinawati Ali Akbar (BRU)    | 12.21     |         |
| 5    | Nguyễn Thị Thanh Hương (VIE) | 12.25     |         |

- Heat 2

Gió: -0.4 m/s
| Hạng | Vận động viên            | Thời gian | Ghi chú |
| ---- | ------------------------ | --------- | ------- |
| 1    | Supavadee Khawpeag (THA) | 11.53     |         |
| 2    | Lerma E.Bulauitan (PHI)  | 11.76     |         |
| 3    | Supiati (INA)            | 11.87     |         |
| 4    | Hoàng Thị Lan Anh (VIE)  | 12.09     |         |
| 5    | Nik Nor Azura (MAS)      | 13.00     |         |

Chung kết
Gió: 0.0 m/s
| Hạng | Vận động viên              | Thời gian | Ghi chú |
| ---- | -------------------------- | --------- | ------- |
| 1    | Supavadee Khawpeag (THA)   | 11.33     | NR      |
| 2    | Oranut Klomdee (THA)       | 11.69     |         |
| 3    | Lerma E.Bulauitan (PHI)    | 11.74     |         |
| 4    | Supiati (INA)              | 11.84     |         |
| 5    | Carol Lucia Alfred (MAS)   | 11.90     |         |
| 6    | Irene Truitje Joseph (INA) | 11.94     |         |
| 7    | Hoàng Thị Lan Anh (VIE)    | 12.14     |         |
| 8    | Alinawati Ali Akbar (BRU)  | 12.20     |         |

#### 200 m
Chung kết
Gió: -0.7 m/s
| Hạng | Vận động viên                 | Thời gian | Ghi chú |
| ---- | ----------------------------- | --------- | ------- |
| 1    | Supavadee Khawpeag (THA)      | 23.30     | NR, GR  |
| 2    | Irene Truitje Joseph (INA)    | 24.21     |         |
| 3    | Võ Thị Ngọc Hạnh (VIE)        | 24.70     |         |
| 4    | Norashikin Abdul Rahman (MAS) | 24.76     |         |
| 5    | Carol Lucia Alfred (MAS)      | 24.80     |         |
| 6    | Hoàng Thì Duyên (VIE)         | 24.90     |         |
| 7    | Alinawati Ali Akbar (BRU)     | 25.22     | NR      |

#### 400 m
Chung kết
| Hạng | Vận động viên                   | Thời gian | Ghi chú |
| ---- | ------------------------------- | --------- | ------- |
| 1    | Wassana Winatho (THA)           | 53.46     |         |
| 2    | Saipin Kaewsorn (THA)           | 54.91     |         |
| 3    | Dương Thị Hồng Hạnh (VIE)       | 55.54     |         |
| 4    | Cherry (MYA)                    | 55.63     |         |
| 5    | Leela Suresh Kee See Leng (MAS) | 55.80     |         |
| 6    | Raquel Pareira Soselisa (INA)   | 56.59     |         |
| 7    | Nguyễn Thị Tình (VIE)           | 57.60     |         |
| 8    | Soo Cheng Peng (MAS)            | 57.97     |         |

#### 800 m
Chung kết
| Hạng | Vận động viên              | Thời gian | Ghi chú |
| ---- | -------------------------- | --------- | ------- |
| 1    | Phạm Đình Khánh Đoan (VIE) | 2:10.02   |         |
| 2    | Ester Sumah (INA)          | 2:11.82   |         |
| 3    | Armonrat Buatharach (THA)  | 2:12.39   |         |
| 4    | Bùi Thị Huyền (VIE)        | 2:12.43   |         |
| 5    | Olivia Sadi (INA)          | 2:13.08   |         |
| 6    | Nyo Nyo Win (MYA)          | 2:13.80   |         |

#### 1500 m
Chung kết
| Hạng | Vận động viên              | Thời gian | Ghi chú |
| ---- | -------------------------- | --------- | ------- |
| 1    | Phạm Đình Khánh Đoan (VIE) | 4:21.87   | NR      |
| 2    | Supriyati Sutono (INA)     | 4:25.44   |         |
| 3    | Phyu War Thet (MYA)        | 4:26.64   |         |
| 4    | Olivia Sadi (INA)          | 4:29.76   |         |
| 5    | Bùi Thị Huyền (VIE)        | 4:34.79   |         |
| 6    | Nyo Nyo Win (MYA)          | 4:42.96   |         |

#### 5000 m
Chung kết
| Hạng | Vận động viên              | Thời gian | Ghi chú |
| ---- | -------------------------- | --------- | ------- |
| 1    | Supriyati Sutono (INA)     | 16:08.93  | GR      |
| 2    | Pa Pa (MYA)                | 16:09.10  | NR      |
| 3    | Đoàn Nữ Trúc Vân (VIE)     | 16:40.71  | NR      |
| 4    | Rini Budiarti (INA)        | 17:10.77  |         |
| 5    | Phyu War Thet (MYA)        | 17:30.84  |         |
| 6    | Pacharee Chaitongsri (THA) | 19:04.06  |         |
| 7    | Sirivanh Ketavong (LAO)    | 19:21.15  | NR      |

#### 10000 m
Chung kết
| Hạng | Vận động viên           | Thời gian | Ghi chú |
| ---- | ----------------------- | --------- | ------- |
| 1    | Supriyati Sutono (INA)  | 33:50.06  | GR      |
| 2    | Pa Pa (MYA)             | 34:04.07  |         |
| 3    | Đoàn Nữ Trúc Vân (VIE)  | 35:21.16  | NR      |
| 4    | Rini Budiarti (INA)     | 36:23.03  |         |
| 5    | Cristabel Martes (PHI)  | 36:56.41  |         |
| 6    | Phyu War Thet (MYA)     | 38:09.57  |         |
| 7    | Saifon Piawong (THA)    | 39:01.80  |         |
| —    | Sirivanh Ketavong (LAO) | DNF       |         |

#### 100 m vượt rào
Chung kết
Gió: 0.0 m/s
| Hạng | Vận động viên            | Thời gian | Ghi chú |
| ---- | ------------------------ | --------- | ------- |
| 1    | Trecia Roberts (THA)     | 13.21     |         |
| 2    | Moh Siew Wei (MAS)       | 13.43     | NR      |
| 3    | Vũ Bích Hường (VIE)      | 13.47     |         |
| 4    | Pattaporn Promsiri (THA) | 14.28     |         |
| 5    | Dedeh Erawati (INA)      | 15.10     |         |

#### 400 m vượt rào
Chung kết
| Hạng | Vận động viên                | Thời gian | Ghi chú |
| ---- | ---------------------------- | --------- | ------- |
| 1    | Wassana Winatho (THA)        | 57.09     |         |
| 2    | Norasheela Mohd Khalid (MAS) | 58.93     |         |
| 3    | Cherry (MYA)                 | 59.38     | NR      |
| 4    | Nguyễn Thị Thanh Hòa (VIE)   | 59.89     |         |
| 5    | Nguyễn Thị Ngân (VIE)        | 1.03.77   |         |

#### 4 × 100 m tiếp sức
Chung kết
| Hạng | Quốc gia        | Vận động viên                                                             | Thời gian | Ghi chú |
| ---- | --------------- | ------------------------------------------------------------------------- | --------- | ------- |
| 1    | Thái Lan (THA)  | Jutamass Tawoncharoen, Supavadee Khawpeag, Oranut Klomdee, Trecia Roberts | 44.58     |         |
| 2    | Việt Nam (VIE)  | ?, ?                                                                      | 45.30     | NR      |
| 3    | Malaysia (MAS)  | Job, Moh Siew Wei, Norashikin Abdul Rahman, Carol Lucia Alfred            | 45.90     |         |
| 4    | Indonesia (INA) | ?, ?                                                                      | 46.11     |         |

#### 4 × 400 m tiếp sức
Chung kết
| Hạng | Quốc gia       | Vận động viên                                                        | Thời gian | Ghi chú |
| ---- | -------------- | -------------------------------------------------------------------- | --------- | ------- |
| 1    | Thái Lan (THA) | Oranut Klomdee, Wassana Winatho, Saipin Kaewsorn, Supavadee Khawpeag | 3:38.70   |         |
| 2    | Việt Nam (VIE) | ?, ?                                                                 | 3:42.40   |         |
| 3    | Malaysia (MAS) | ?, ?                                                                 | 3:45.48   |         |

#### Marathon
Chung kết
| Hạng | Vận động viên           | Thời gian | Ghi chú |
| ---- | ----------------------- | --------- | ------- |
| 1    | Cristabel Martes (PHI)  | 2:52:43   |         |
| 2    | Pa Pa (MYA)             | 2:55:51   |         |
| 3    | Erni Wulatningsih (INA) | 2:57:10   |         |
| —    | Ruwiyati (INA)          | DNF       |         |

#### 20 km đi bộ
Chung kết
| Hạng | Vận động viên           | Thời gian | Ghi chú |
| ---- | ----------------------- | --------- | ------- |
| 1    | Yuan Yufang (MAS)       | 1:42:55   |         |
| 2    | Tersiana Riwurohi (INA) | 1:45:40   | NR      |
| 3    | Darwati (INA)           | 1:47:03   |         |
| 4    | Thongju Piamsakul (THA) | 1:55:46   | NR      |
| —    | Khin Mar Soe (MYA)      | DSQ       |         |

#### Nhảy cao
Chung kết
| Hạng | Vận động viên               | Kết quả | Ghi chú |
| ---- | --------------------------- | ------- | ------- |
| 1    | Netnapa Thaiking (THA)      | 1.80 m  |         |
| 2    | Narcisa Atienza (PHI)       | 1.74 m  | NR      |
| 3    | Noengruthai Chaipetch (THA) | 1.74 m  |         |

#### Nhảy sào
Chung kết
| Hạng | Vận động viên                | Kết quả | Ghi chú |
| ---- | ---------------------------- | ------- | ------- |
| 1    | Ni Putu Desy Margawati (INA) | 3.90 m  |         |
| 2    | Roslinda Samsu (MAS)         | 3.80 m  |         |
| 3    | Nampetch Pinthong (THA)      | 3.70 m  | NR      |
| 4    | Tống Mỹ Kiên Loan (VIE)      | 3.30 m  | =NR     |
| —    | Fong Len Tze (MAS)           | NM      |         |

#### Nhảy xa
Chung kết
| Hạng | Vận động viên               | Kết quả | Ghi chú |
| ---- | --------------------------- | ------- | ------- |
| 1    | Phạm Thị Thu Lan (VIE)      | 6.46 m  |         |
| 2    | Lerma E.Bulauitan (PHI)     | 6.43 m  |         |
| 3    | Nguyễn Thị Bích Vân (VIE)   | 6.37 m  |         |
| 4    | Elma Muros Posadas (PHI)    | 6.24 m  |         |
| 5    | Wacharee Ritthiwat (THA)    | 6.22 m  |         |
| 6    | Warunee Kittihirun (THA)    | 5.81 m  |         |
| 7    | Vilayvanh Vongphachan (LAO) | 4.89 m  |         |

#### Nhảy ba bước
Chung kết
| Hạng | Vận động viên               | Kết quả | Ghi chú |
| ---- | --------------------------- | ------- | ------- |
| 1    | Wacharee Ritthiwat (THA)    | 13.46 m |         |
| 2    | Phạm Thị Thu Lan (VIE)      | 13.09 m |         |
| 3    | Nguyễn Thị Bích Vân (VIE)   | 13.03 m |         |
| 4    | Thitima Muanjan (THA)       | 12.30 m |         |
| —    | Vilayvanh Vongphachan (LAO) | NM      |         |

#### Đẩy tạ
Chung kết
| Hạng | Vận động viên             | Kết quả | Ghi chú |
| ---- | ------------------------- | ------- | ------- |
| 1    | Juthaporn Krasaeyan (THA) | 17.24 m |         |
| 2    | Kruawan Taweedech (THA)   | 13.90 m |         |
| 3    | Aye Mon Khin (MYA)        | 13.17 m |         |
| 4    | Aye Aye Nwe (MYA)         | 12.87 m |         |
| 5    | Phan Thị Kim Hồng (VIE)   | 12.26 m |         |

#### Ném đĩa
Chung kết
| Hạng | Vận động viên                | Kết quả | Ghi chú |
| ---- | ---------------------------- | ------- | ------- |
| 1    | Juthaporn Krasaeyan (THA)    | 48.08 m |         |
| 2    | Ibu Darminah (INA)           | 46.00 m |         |
| 3    | Dwi Ratnawati (INA)          | 45.68 m |         |
| 4    | Aye Aye Nwe (MYA)            | 45.09 m |         |
| 5    | Roselyn Hamero (PHI)         | 42.41 m |         |
| 6    | Nhâm Huỳnh Châu (VIE)        | 40.15 m | NR      |
| 7    | Siti Shahidah Abdullah (MAS) | 37.91 m |         |
| 8    | Phan Thị Kim Hồng (VIE)      | 37.58 m |         |
| 9    | Benchamas Ounkaew (THA)      | 24.02 m |         |

#### Ném búa
Chung kết
| Hạng | Vận động viên                | Kết quả | Ghi chú |
| ---- | ---------------------------- | ------- | ------- |
| 1    | Benchamas Ounkaew (THA)      | 49.84 m | NR, GR  |
| 2    | Yurita Ariani (INA)          | 49.39 m |         |
| 3    | Siti Shahidah Abdullah (MAS) | 47.75 m | NR      |
| 4    | Nia Meilani Asnia (INA)      | 45.75 m |         |
| 5    | Kruawan Taweedech (THA)      | 44.86 m |         |

#### Ném lao
Chung kết
| Hạng | Vận động viên           | Kết quả | Ghi chú |
| ---- | ----------------------- | ------- | ------- |
| 1    | Buaban Phamang (THA)    | 54.80 m | NR, GR  |
| 2    | Geralyn Amandoron (PHI) | 49.85 m |         |
| 3    | Chanthana Hongsa (THA)  | 48.15 m |         |
| 4    | Ni Ketut Mudiani (INA)  | 45.18 m |         |

#### 7 môn phối hợp
Kết quả
- 100 m vượt rào

| Hạng | Vận động viên            | Thời gian | Điểm | Ghi chú |
| ---- | ------------------------ | --------- | ---- | ------- |
| 1    | Vũ Bích Hường (VIE)      | 13.89     | 994  |         |
| 2    | Elma Muros Posadas (PHI) | 14.53     | 905  |         |
| 3    | Kusumawadee Pewdum (THA) | 15.03     | 838  |         |
| 4    | Percela Molina (PHI)     | 15.59     | 765  |         |
| 5    | Watcharaporn Masim (THA) | 15.90     | 727  |         |

- Nhảy cao

| Hạng | Vận động viên            | Kết quả | Điểm | Ghi chú |
| ---- | ------------------------ | ------- | ---- | ------- |
| 1    | Watcharaporn Masim (THA) | 1.58    | 712  |         |
| 2    | Elma Muros Posadas (PHI) | 1.55    | 678  |         |
| 3    | Percela Molina (PHI)     | 1.52    | 644  |         |
| 3    | Kusumawadee Pewdum (THA) | 1.52    | 644  |         |
| 5    | Vũ Bích Hường (VIE)      | 1.46    | 577  |         |

- Đẩy tạ

| Hạng | Vận động viên            | Kết quả | Điểm | Ghi chú |
| ---- | ------------------------ | ------- | ---- | ------- |
| 1    | Elma Muros Posadas (PHI) | 10.84   | 585  |         |
| 2    | Vũ Bích Hường (VIE)      | 9.89    | 522  |         |
| 3    | Percela Molina (PHI)     | 9.70    | 510  |         |
| 4    | Watcharaporn Masim (THA) | 9.58    | 502  |         |
| 5    | Kusumawadee Pewdum (THA) | 7.31    | 355  |         |

- 200 m

| Hạng | Vận động viên            | Thời gian | Điểm | Ghi chú |
| ---- | ------------------------ | --------- | ---- | ------- |
| 1    | Elma Muros Posadas (PHI) | 25.04     | 883  |         |
| 2    | Vũ Bích Hường (VIE)      | 25.07     | 880  |         |
| 3    | Percela Molina (PHI)     | 25.59     | 833  |         |
| 4    | Kusumawadee Pewdum (THA) | 26.37     | 765  |         |
| 5    | Watcharaporn Masim (THA) | 29.22     | 538  |         |

- Nhảy xa

| Hạng | Vận động viên            | Kết quả | Điểm | Ghi chú |
| ---- | ------------------------ | ------- | ---- | ------- |
| 1    | Elma Muros Posadas (PHI) | 6.06    | 868  |         |
| 2    | Percela Molina (PHI)     | 5.59    | 726  |         |
| 3    | Vũ Bích Hường (VIE)      | 5.11    | 589  |         |
| 4    | Watcharaporn Masim (THA) | 5.01    | 562  |         |
| —    | Kusumawadee Pewdum (THA) | DNS     | 0    |         |

- Ném lao

| Hạng | Vận động viên            | Kết quả | Điểm | Ghi chú |
| ---- | ------------------------ | ------- | ---- | ------- |
| 1    | Percela Molina (PHI)     | 38.02   | 629  |         |
| 2    | Elma Muros Posadas (PHI) | 34.05   | 554  |         |
| 3    | Watcharaporn Masim (THA) | 25.52   | 392  |         |
| 4    | Vũ Bích Hường (VIE)      | 25.37   | 389  |         |

- 800 m

| Hạng | Vận động viên            | Thời gian | Điểm | Ghi chú |
| ---- | ------------------------ | --------- | ---- | ------- |
| 1    | Elma Muros Posadas (PHI) | 2:38.84   | 586  |         |
| 2    | Percela Molina (PHI)     | 2:39.42   | 580  |         |
| 3    | Vũ Bích Hường (VIE)      | 2:48.82   | 476  |         |
| 4    | Kusumawadee Pewdum (THA) | 3:02.72   | 340  |         |

Tóm tắt kết quả
| Hạng | Vận động viên            | 100m vượt rào | Nhảy cao | Đẩy tạ | 200m | Nhảy xa | Ném lao | 800m | Tổng điểm | Ghi chú |
| ---- | ------------------------ | ------------- | -------- | ------ | ---- | ------- | ------- | ---- | --------- | ------- |
| 1    | Elma Muros Posadas (PHI) | 905           | 678      | 585    | 883  | 868     | 554     | 586  | 5059      |         |
| 2    | Percela Molina (PHI)     | 765           | 644      | 510    | 833  | 726     | 629     | 580  | 4687      |         |
| 3    | Vũ Bích Hường (VIE)      | 994           | 577      | 522    | 880  | 589     | 389     | 476  | 4427      |         |
| 4    | Kusumawadee Pewdum (THA) | 838           | 644      | 355    | 765  | 562     | 392     | 340  | 3896      |         |
| —    | Watcharaporn Masim (THA) | 727           | 712      | 502    | 538  | DNS     |         |      | DNF       |         |

## Các kỷ lục quốc gia được thiết lập bởi VĐV không giành huy chương
- Ném đĩa nữ:  Nhâm Huỳnh Châu (VIE) 40.15 m NR
- Nhảy sào nữ:  Tống Mỹ Kiên Loan (VIE) 3.30 m =NR
- 20 km đi bộ nữ:  Thongju Piamsakul (THA) 1:55:46 min NR
- 5000 m nữ:  Sirivanh Ketavong (LAO) 19:21.15 min NR
- 200 m nữ:  Alinawati Ali Akbar (BRN) 25.22 sec NR
- 4 × 100 m tiếp sức nam:  Lào 43.00 sec =NR

## Bảng huy chương
| Hạng               | Đoàn               | Vàng | Bạc | Đồng | Tổng số |
| ------------------ | ------------------ | ---- | --- | ---- | ------- |
| 1                  | Thái Lan           | 22   | 8   | 11   | 41      |
| 2                  | Philippines        | 8    | 11  | 4    | 23      |
| 3                  | Malaysia           | 8    | 5   | 9    | 22      |
| 4                  | Indonesia          | 3    | 13  | 6    | 22      |
| 5                  | Việt Nam           | 3    | 4   | 10   | 17      |
| 6                  | Myanmar            | 1    | 3   | 5    | 9       |
| 7                  | Singapore          | 1    | 2   | 1    | 4       |
| Tổng số (7 đơn vị) | Tổng số (7 đơn vị) | 46   | 46  | 46   | 138     |